# Luigi Garibbo

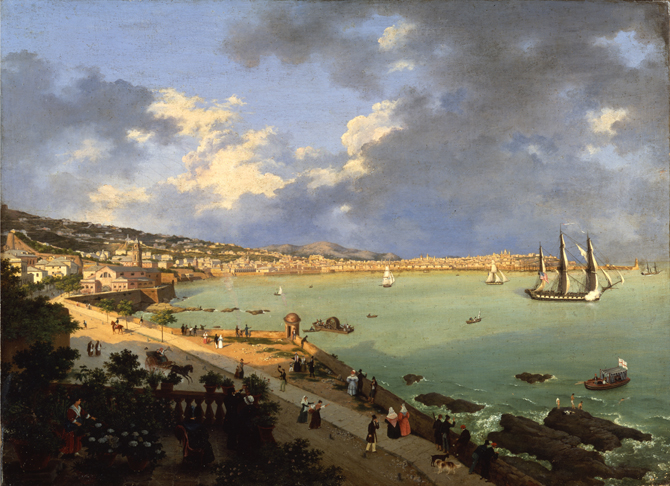
Luigi Garibbo, Veduta di Genova da San Lazzaro

Luigi Garibbo (Genova, 1782 – Firenze, 12 gennaio 1869) è stato un pittore italiano, attivo in Liguria e Toscana nel XIX secolo.

## Biografia
Nato a Genova nel 1782 (o nel 1784 secondo alcune fonti), dal 1802 frequentò l'Accademia ligustica di belle arti. Completati gli studi si dedicò alla produzione di stampe di vedute incise su rame, talvolta in veste sia di disegnatore che di incisore, talvolta solo come disegnatore, affidandosi alla collaborazione dell'incisore ed editore milanese Paolo Fumagalli. In seguito utilizzò diffusamente la tecnica dell'acquerello, fino ad allora ritenuta un'espressione artistica minore; questa tecnica pittorica era particolarmente adatta a vedute di piccole o medie dimensioni, poiché rendeva con immediatezza le diverse condizioni atmosferiche e di luminosità del paesaggio, ma veniva anche utilizzata, in alternativa allo schizzo a matita, per realizzare bozzetti di vedute dal vero che poi sarebbero state riprodotte in studio a maggiore dimensione come quadri a olio.
Le sue opere sono espressione della rinnovata sensibilità per la natura e il paesaggio e lo studio di luci e colori che caratterizza la pittura dei primi decenni del XIX secolo. La sua numerosa produzione, oltre che per l'aspetto artistico, riveste anche un notevole interesse storico e documentaristico per le vedute di Genova prima della trasformazione urbanistica avviata a partire dagli anni venti dell'Ottocento principalmente ad opera dell'architetto Carlo Barabino.
Acquisì notorietà come incisore nel 1822 con la diffusione di due stampe raffiguranti due tragici eventi: la burrasca che si abbatté sul porto di Genova nel giorno di Natale del 1821 e la piena del Bisagno che il 26 ottobre 1822 distrusse il ponte Pila. A partire dal 1825 trascorse dei periodi a Firenze, città in cui si trasferì stabilmente intorno al 1830, attratto dalle migliori prospettive di lavoro che offriva il capoluogo toscano, pur mantenendo vivi i legami con la città natale. A Firenze frequentò il salotto della principessa Charlotte Bonaparte, di cui divenne insegnante di prospettiva e acquerello. Molti anni più tardi Telemaco Signorini, tra i macchiaioli più celebri, lo ricorda tra i frequentatori più assidui del Caffè Michelangelo, ritrovo di intellettuali e artisti.
A Firenze proseguì la sua attività di vedutista, oltre ad impegnarsi in varie discipline di cui ha lasciato trattati e manuali; di lui si ricorda un breve trattato sulla storia dei voli in mongolfiera (Cenni storici sull'aeronautica fino alle recenti ascensioni fatte dal sig. Green e compagni da Londra e da Parigi, Tipografia Birindelli, Firenze, 1838) e un manuale di prospettiva per gli studenti dell'accademia, ma apportò anche migliorie alla camera lucida (dispositivo utilizzato dai pittori che, mediante un sistema di prismi, consentiva di vedere contemporaneamente il proprio lavoro e il soggetto che stava di fronte) dotandola di un cannocchiale per amplificarne l'effetto ottico in modo tale da poter disegnare soggetti distanti anche "nove miglia in retta linea", come lui stesso annotò a margine di un quadro raffigurante il monte Senario.
Nel periodo fiorentino continuò a dipingere quadri a olio di soggetto genovese, ispirandosi a disegni e acquarelli realizzati durante i suoi anni a Genova, che ritraevano paesaggi ormai profondamente cambiati per l'espansione urbanistica e lo sviluppo industriale, ben consapevole dell'importanza documentale dei suoi lavori, che permettono oggi di ricostruire contesti urbani e architetture ormai scomparsi.
Nel 1850 diede vita a Firenze a un'impresa artistica e commerciale, un grande Panorama di Napoli, per il quale venne costruito un apposito edificio ancora oggi esistente al Prato di Ognissanti. Avviò anche la realizzazione di un Panorama di Firenze, di cui resta una prova in proporzioni ridotte. Queste vedute panoramiche di città, visualizzate a 180 o 360 gradi sulle pareti di una camera circolare, ottenevano all'epoca un grande successo nelle maggiori città europee, ma quella realizzata da Garibbo, l'unica in Italia, ebbe un ritorno commerciale inferiore alle previsioni, contribuendo alla rovina economica dell'artista, che visse i suoi ultimi anni, segnati dalla povertà e da una progressiva cecità, ospite di amici fiorentini e sostenuto economicamente dagli amici genovesi Tammar Luxoro e soprattutto Maurizio Dufour, che si fece anche promotore della vendita dei suoi quadri nella città natale.
Tra novembre 1867 e ottobre 1868, poco prima della morte, avvenuta a Firenze nel gennaio 1869, aveva fatto dono al comune di Genova di due album, con oltre 180 stampe, disegni, acquerelli, con vedute di Genova e di altre città italiane, compresi numerosi bozzetti e schizzi preparatori delle sue opere. Questa raccolta è oggi conservata nella collezione cartografica e topografica del comune di Genova, presso il "Centro di documentazione per la Storia, l'Arte, l'Immagine di Genova" sito nell'edificio delle Dipendenze di Palazzo Rosso.. A Luigi Garibbo i Musei di Strada Nuova hanno dedicato nel 2011 una mostra a cura di Elisabetta Papone e Andreana Serra.

## Galleria d'immagini

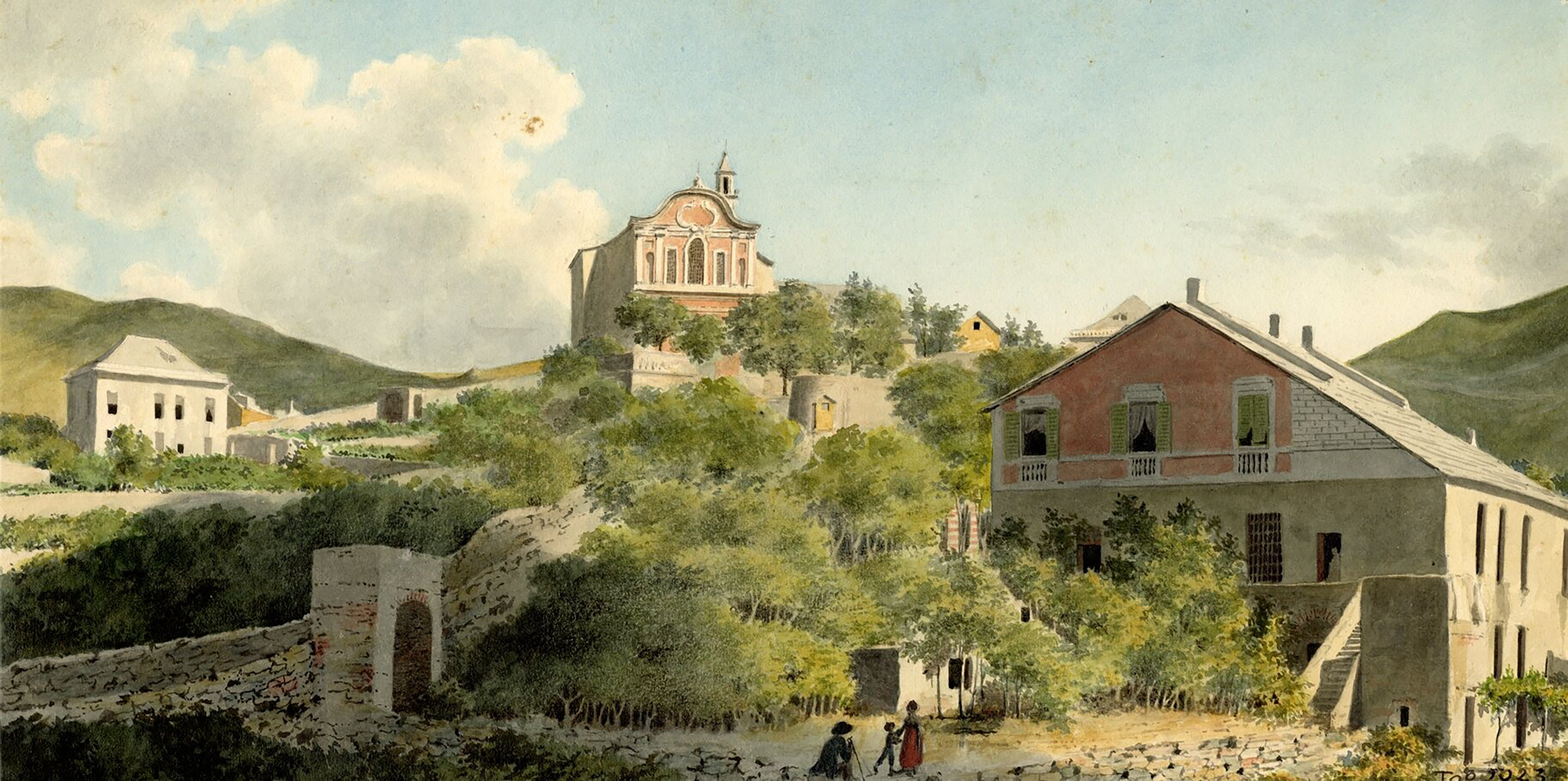
Genova, veduta di Oregina, del Santuario di Nostra Signora di Loreto, e di salita di Oregina
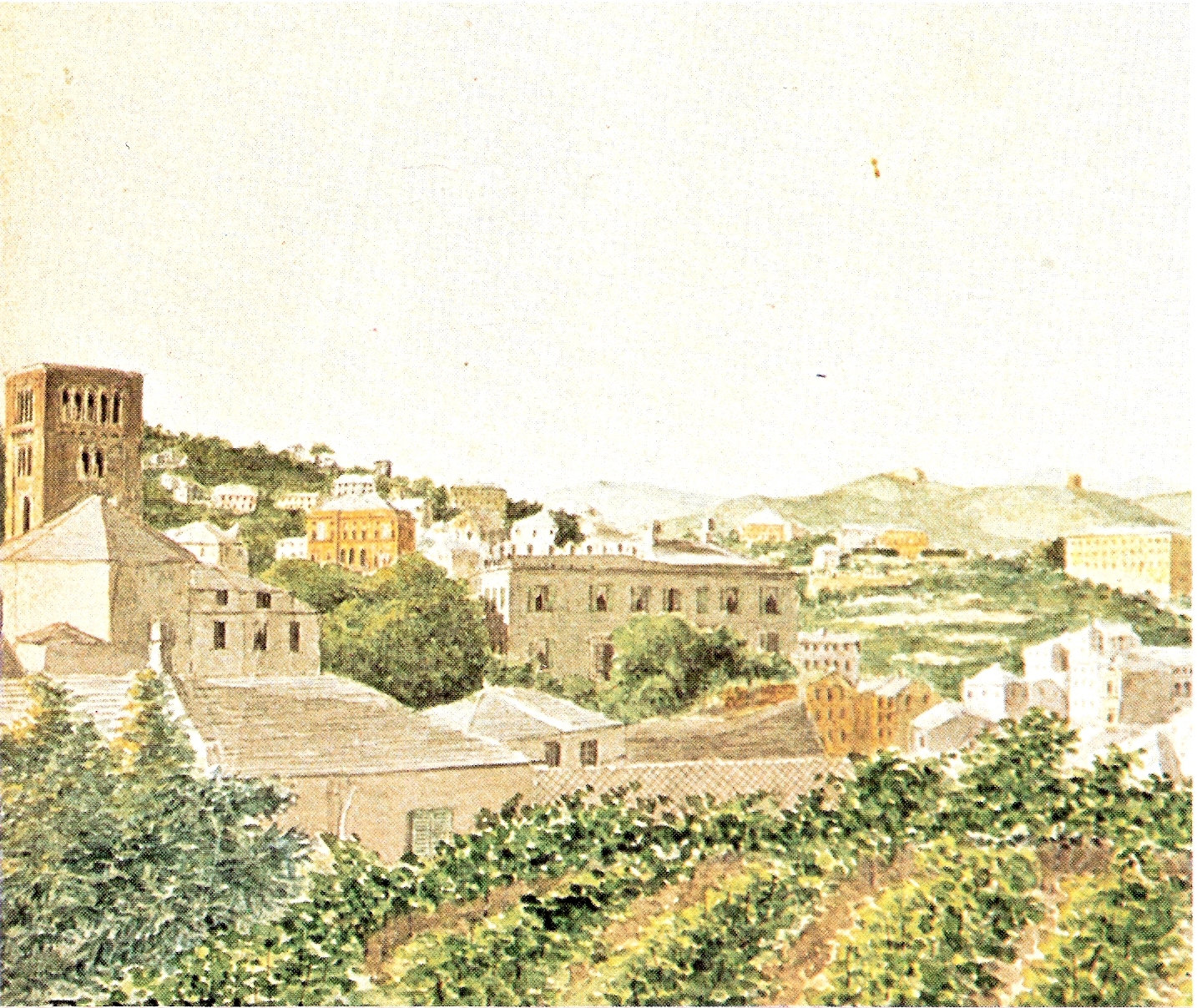
Genova, veduta dalle mura di Santa Chiara
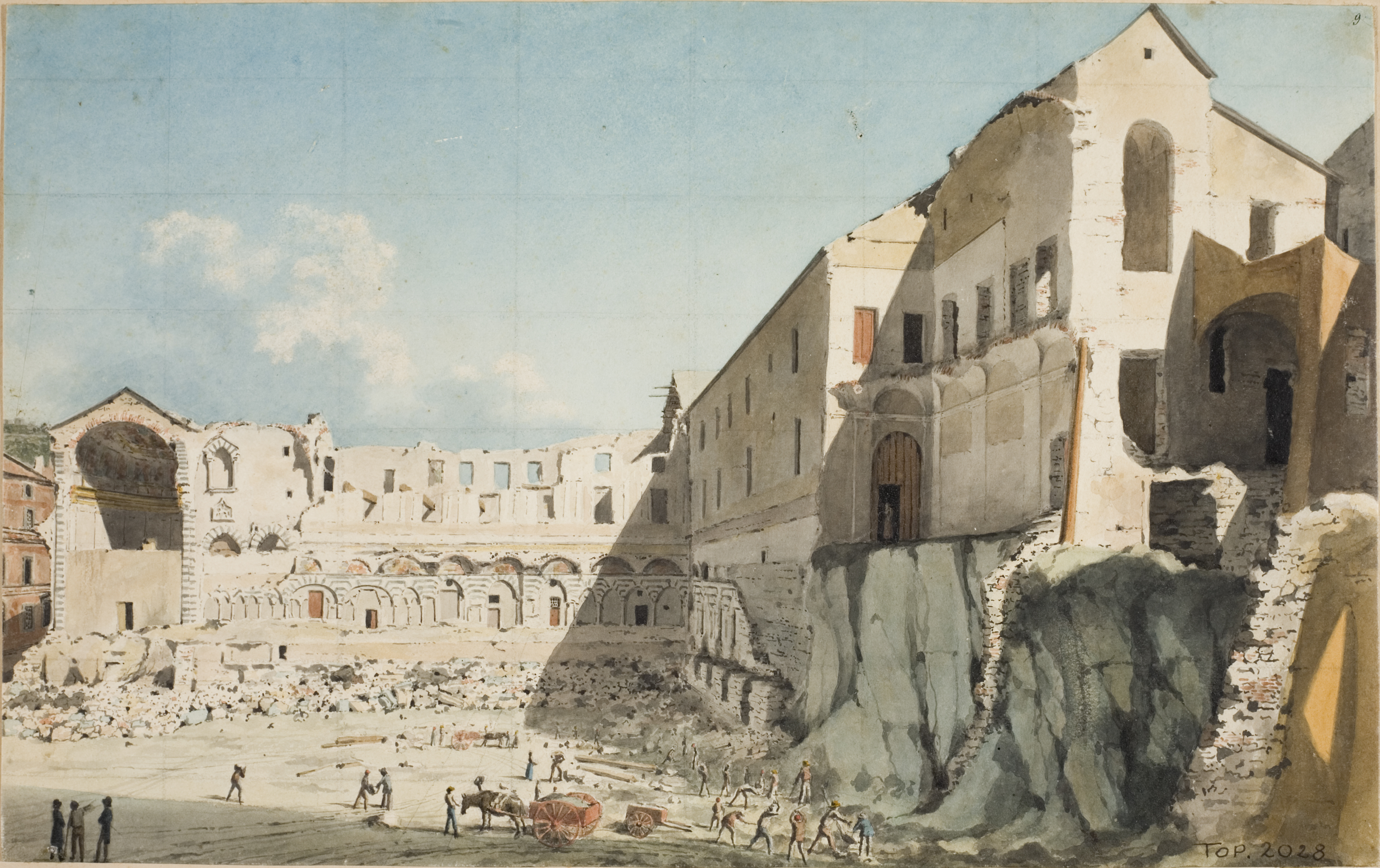
Genova, demolizione della chiesa di San Domenico
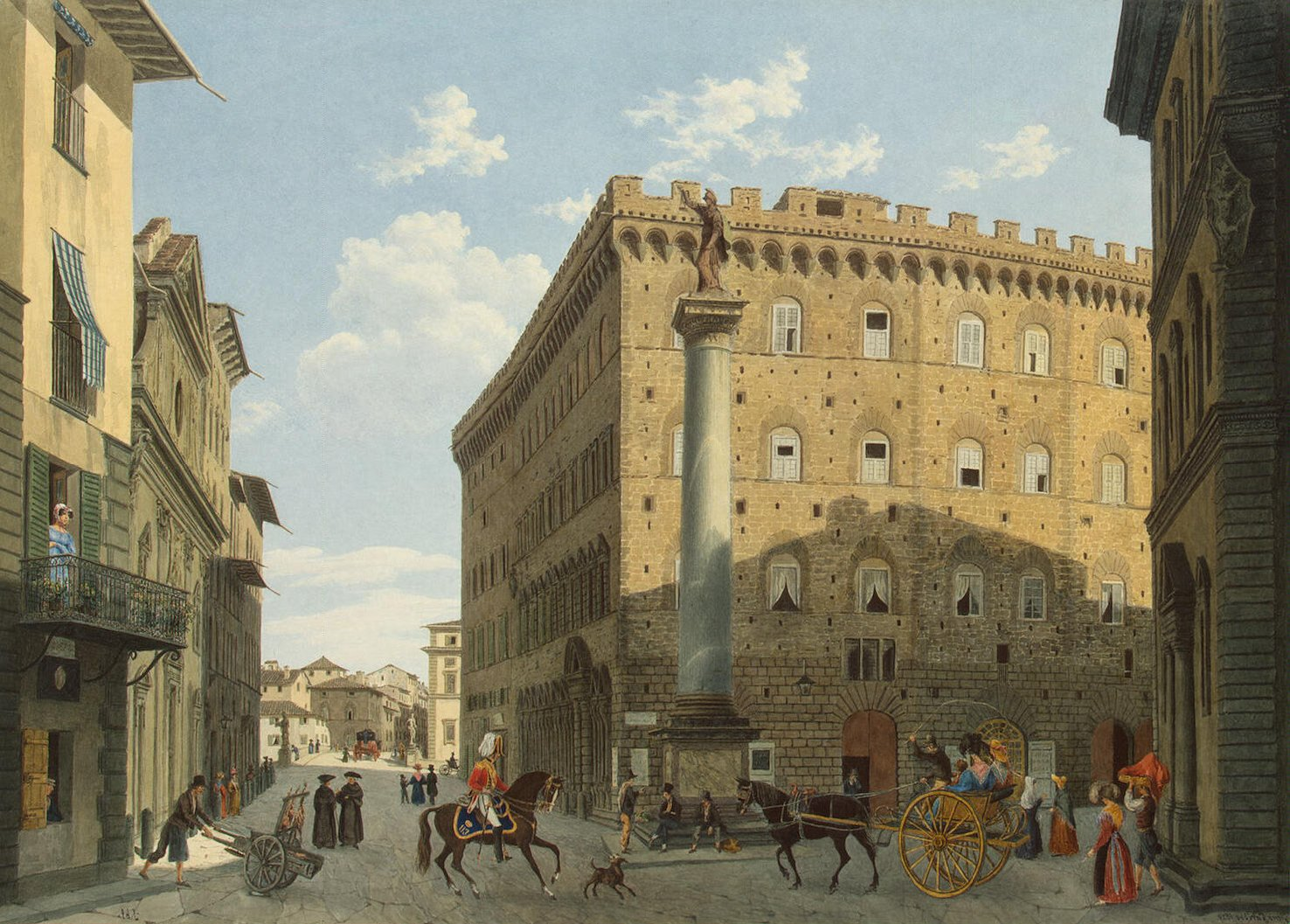
Firenze, Piazza Santa Trinita
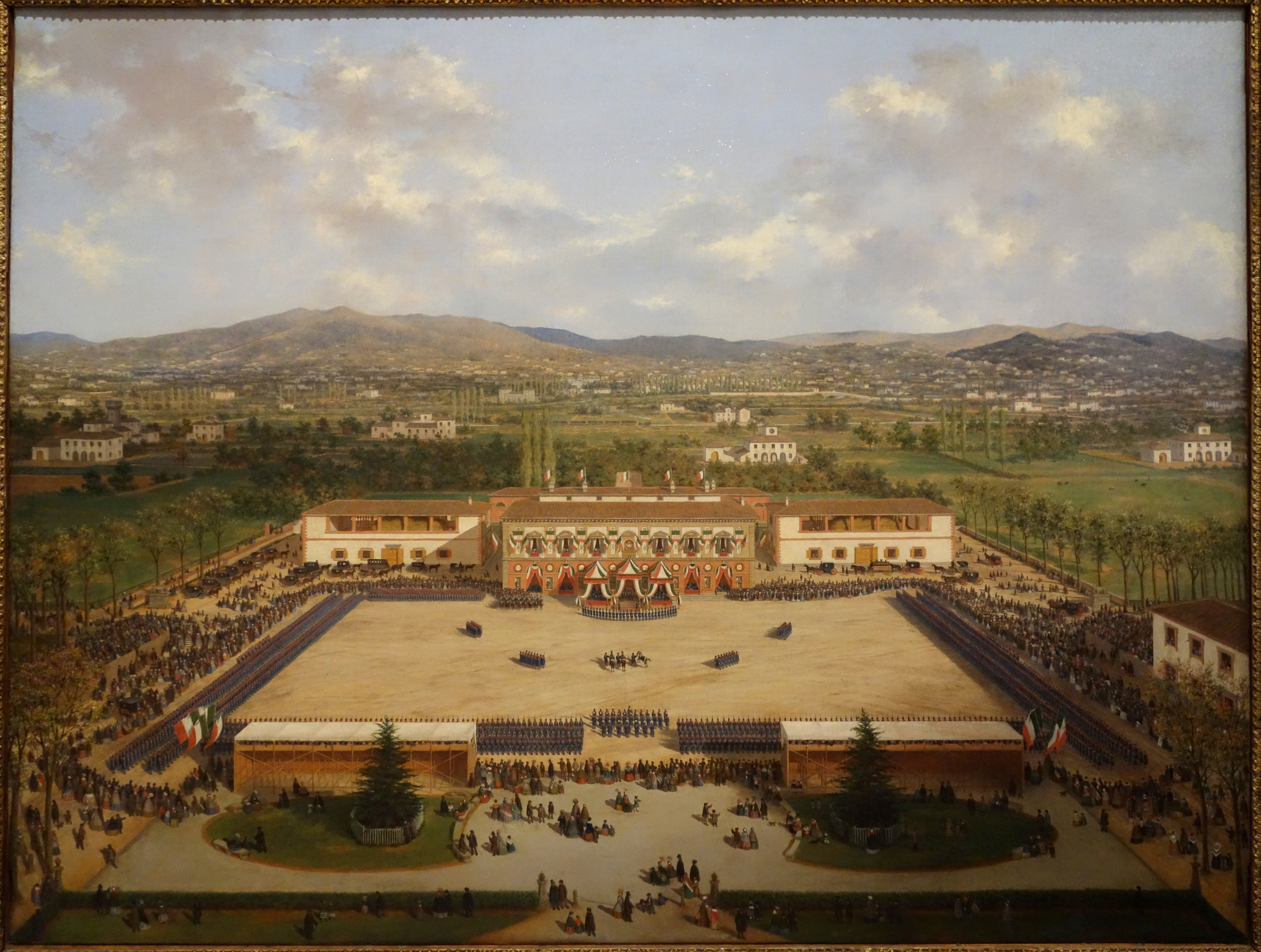
Firenze, parata militare alle Cascine